# Río Pastaza
Der Río Pastaza (früher Río Sumatara) ist ein bedeutender Zufluss des Amazonas, der in den ecuadorianischen Anden entsteht und auf peruanischem Territorium in den Marañón mündet. Der Río Pastaza ist insgesamt gut 600 km lang, einschließlich des rechten Quellflusses Río Chambo beträgt die Gesamtlänge 740 km.

## Flusslauf
Der Río Pastaza entspringt in den ecuadorianischen Anden. Seine beiden wichtigsten Quellflüsse sind der Río Chambo und der Río Patate. Der Río Chambo hat bei Riobamba ein Tal gebildet und fließt zunächst Richtung Norden am Tungurahua vorbei. Westlich von Baños vereinigt er sich mit dem nördlich, in der Nähe des Cotopaxi, entspringenden Río Patate. Von hier ab fließt der Oberlauf des Río Pastaza an Baños vorbei in östlicher Richtung. Dabei durchschneidet er auf einer Strecke von 60 km die Cordillera Real, den östlichen Andenhauptkamm. Bei Agoyán, 14 km östlich von Baños, befindet sich der 61 m hohe Wasserfall El Pailón del Diablo (⊙) des Río Verde am Río Pastaza. Unterhalb der beiden Kleinstädte Mera und Shell fließt der Río Pastaza in südöstlicher Richtung durch das Amazonastiefland. Er bildet die Grenze der ecuadorianischen Provinzen Pastaza und Morona Santiago. Nördlich von Nuevo Andoas erreicht der Pastaza peruanisches Staatsgebiet. Dort durchfließt er die Provinz Datem del Marañón. Nach weiteren 300 Kilometern mündet der Pastaza knapp 20 km südöstlich der Provinzhauptstadt San Lorenzo in den Río Marañón, den linken Quellfluss des Amazonas.
Dem Río Pastaza fließen linksseitig der Río Capahuari und der Río Bobonaza, rechtsseitig der Río Huasaga und der Río Huitoyacu zu.

## Wasserkraftnutzung

### Agoyán-Talsperre
4 km östlich von Baños wird der Fluss durch die Agoyán-Talsperre (⊙) aufgestaut. Unterhalb des Staudamms führt eine etwa 2,5 km lange Druckleitung zu einem Wasserkraftwerk (⊙)  mit einer installierten Leistung von 156 MW.

## Hydrologie
Das Einzugsgebiet des Río Pastaza umfasst 41.000 km², wovon 24.296 km² in Ecuador liegen. Der mittlere Abfluss beträgt 2770 m³/s.

## Verschiedenes
Der Río Pastaza wurde erstmals 1741 durch Pedro Vicente Maldonado zu wissenschaftlichen Zwecken befahren und untersucht. Der Oberlauf des Río Pastaza ist ein relativ seichter Fluss mit vielen Sandbänken. Er ist im Normalfall nicht systematisch schiffbar, außer mit Kanus bzw. Motorbooten. Er wird jedoch zu einem reißenden, sehr breiten Strom, wenn in Regenzeiten im Hochland große Wassermassen seine Quellflüsse erreichen. Der Unterlauf ist bis zur Einmündung des Río Huasaga (200 km von der Mündung) vom Amazonas her teilweise schiffbar.
Der Fluss ist seit 2002 als Ramsar-Gebiet ausgewiesen.